# Josep Vert i Planas
Josep Vert i Planas   (Torroella de Montgrí, 1914 - 16 de desembre de 2002) fou un empresari, arqueòleg, promotor cultural i polític català. Fou autor d'importants estudis sobre la història i l'arqueologia de la vila de Torroella i el Baix Ter i alcalde de Torroella durant un any a començament dels cinquanta. Fill de constructors de carruatges, seguí l'ofici familiar. De jove s'interessà per la història i l'arqueologia de la zona del Montgrí. Després de la Guerra Civil estudià amb Almagro (llavors director de les properes excavacions d'Empúries), Pericot i Oliva. Promogué l'adquisició de la Casa Pastors on, cofundà el Centre d'Estudis del Montgrí, que s'ampliaria sota la seva direcció fins a convertir-se en el Museu del Montgrí i el Baix Ter, l'actual Museu de la Mediterrània. Vert excavà, entre altres llocs del Montgrí, el Cau del Duc d'Ullà, primer jaciment paleolític antic en cova descobert a Catalunya. L'Ajuntament de Torroella, d'on fou batlle l'any 1947 el distingí el 1993 amb la Medalla del Montgrí.

## Activitat empresarial
Un cop hagué après l'ofici familiar de construcció de carruatges, Josep Vert va cursar estudis de disseny i construcció de carrosseries per a automòbils i vehicles industrials. Al capdavant de la seva empresa, Vertmetal, fou un dels primers carrossers de la península Ibèrica a aplicar les noves tècniques que havia après. Uns anys més tard, gràcies al seu profund coneixement d'aquesta activitat va escriure la trilogia sobre la carrosseria «Un Segle de carrosseries gironines: oficis en el record», guanyadora del Premi Bonaplata el 1996. Juntament amb Salvador Claret, Josep Vert fou un dels pioners en la recuperació del patrimoni automobilístic català.

## Obres
A continuació es detallen les ressenyes bibliogràfiques sobre les publicacions de l'autor.
- Vert Planas, José «Una reliquia de S. Ginés. Patrón de Torroella de Montgrí» (en castellà). Llibre de la Festa Major de Torroella de Montgrí, 1947.
- Vert Planas, José «Hijos ilustres de Torroella. Ramón Dalmau» (en castellà). Llibre de la Festa Major de Torroella de Montgrí, 1948.
- Vert Planas, José «El Palacio de los Reyes de Aragón» (en castellà). Llibre de la Festa Major de Torroella de Montgrí, 1949.
- Vert Planas, José «Un grito de alerta. El Castillo de Montgrí» (en castellà). Llibre de la Festa Major de Torroella de Montgrí, 1951.
- Vert Planas, José «Del pueblo de Ullá y su "Mare de déu de la Fossa"» (en castellà). Llibre de la Festa Major de Torroella de Montgrí, 1954.
- «Torroellenses en Mallorca. Conquista de la isla» (en castellà). Llibre de la Festa Major de Torroella de Montgrí, 1955.
- «La capella de Santa Caterina». Llibre de la Festa Major de Torroella de Montgrí, 1976.
- «El poblamens del Montgrí en el Paleolític inferior». Revista de Girona, Núm. 80, 1977.
- «El Centre d'Estudis del Montgrí». Associació Arqueològica de Girona (Quadern de Treball), Vol. 1, 1978, pàg. Pàgs. 15-16.
- «El Museu de Torroella de Montgrí i el seu Patronat». Butlletí de l'Associació Arqueològica de Girona, Núm. 1, 1978, pàg. Pàgs. 16-17.
- «El Centre d'Estudis del Montgrí». Butlletí de l'Associació Arqueològica de Girona, Núm. 1, 1978.
- «Noves troballes arqueològiques a la “cova dolmènica” del Tossal Gros (Montgrí - Baix Empordà)». Butlletí de l'Associació Arqueològica de Girona. Associació Arqueològica de Girona (Quadern de Treball), Núm. 3, 1980, pàgs. 34-35.
- «Importància de l'estudi de la prehistòria del Montgrí». Papers del Montgrí, Núm. 1 El projecte del Museu, 1982.
- VV.AA.; Joan Abad, José María de Bedoya, Josep Canal, Eudald Carbonell, Enric Jiménez, Gabriel Mezquida, Néstor Sanchiz, Santi Serra, Josep Vert «Deu anys d'investigació en el camp de la Prehistòria antiga (1972-1982)». Quadern de treball, Núm. 5, 1983.
- «Prospeccions en el Cau del Duc d'Ullà». Revista de Girona, Núm. 104, 1983.
- «Com es va salvar la Casa Pastors». Papers del Montgrí, Núm. 2 Museu del Montgrí i del Baix Ter, 1983.
- «L'Ora Marítima i el massís del Montgrí». Revista de Girona, Núm. 109, 1984.
- «L'escut de Torroella a les nostres pedres». Llibre de la Festa Major de Torroella de Montgrí, 1987.
- «Les rajoles de Sta. Caterina a la vall petita del massís del Montgrí». Revista de Girona, Núm. 123, 1987, pàg. 408-413.
- La Indústria de la cera, els ex-vots i les devocions populars.  Barcelona: Museu del Montgrí i del Baix Ter, 1987, p. 175 p. ISBN 978-84-7216-048-4.
- «Pirateria i masos fortificats del Montgrí i del Baix Ter». Papers del Montgrí, 1988 Núm. 7 Aproximació al patrimoni històric Montgrí.
- «Apunts d'història local. El traspàs de Santa Caterina als frares Agustins i els conflictes entre la universitat i la parròquia de Torroella a començaments del segle xviii». Llibre de la Festa Major de Torroella de Montgrí, 1988, pàgs. 37-42.
- «Els retaules de la capella de Santa Caterina». Llibre de la Festa Major de Torroella de Montgrí, 1988.
- «El conjunt del Baix Ter i les salines en els segles XVII i XVIII». Llibre de la Festa Major de Torroella de Montgrí, 1989, pàgs. 85-99.
- «El transport col·lectiu de viatgers a Torroella de Montgrí». Llibre de la Festa Major de Torroella de Montgrí, 1990, pàgs. 29-39.
- «Els plans de desviament del Ter i del Daró». Llibre de la Festa Major de Torroella de Montgrí, 1991.
- «Proemi». Papers del Montgrí, Núm. 9 El Cau d'en Calvet, un enterrament del Neolític, 1991.
- «Torroellencs il·lustres: Ramon de Torroella, primer bisbe de Mallorca». Llibre de la Festa Major de Torroella de Montgrí, 1992.
- «Els gegants de Torroella de Montgrí». Revista de Girona, Núm. 156, 1993.
- «La casa Carles-Robert i el palau del Mirador». Llibre de la Festa Major de Torroella de Montgrí, 1993.
- «La Fira de Sant Andreu i els oficis a Torroella». Papers del Montgrí, Núm. 11 Sant Andreu: 600 anys de fira pagesa, 1993.
- «Els segells municipals de tampó». Llibre de la Festa Major de Torroella de Montgrí, 1994.
- «L'administració de Torroella». Revista de Girona, Núm. 163, 1994.
- «Els treballs del Centre d'Estudis del Montgrí al cau de les Dents». Estudis del Baix Empordà, Vol. 14, 1995, pàg. Pàgs. 67-76.
- «De com a Torroella va iniciar-se el culte a santa Caterina». Llibre de la Festa Major de Torroella de Montgrí, 1995, pàgs. 21-28.
- «El castell de Rocamaura». Llibre de la Festa Major de Torroella de Montgrí, 1996.
- «El poble d'Ullà a l'alta edat mitjana». Annals de l'Institut d'Estudis Gironins, Vol. 38, 1996, pàg. Pàgs. 1521-1535.
- «La capella de Santa Caterina i l'obra pictòrica del seu sostre». Llibre de la Festa Major de Torroella de Montgrí, 1997.
- «El campanar de la Parròquia de Sant Genís». Llibre de la Festa Major de Torroella de Montgrí, 1998, pàgs. 61-74.
- «El "Ball d'en Serrallonga" i el mestre Pere Rigau "Barretó"». Llibre de la Festa Major de Torroella de Montgrí, 1999, pàgs. 49-61.
- «Els cent anys del pont sobre el Ter». Llibre de la Festa Major de Torroella de Montgrí, 2000.
- «Els quadres de Santa Caterina». Llibre de la Festa Major de Torroella de Montgrí, 2001.
- «La parròquia. Compilació de la consueta parroquial». Llibre de la Festa Major de Torroella de Montgrí, 2005.
- Carros, tartanes i galeres: carreters i ferrers : oficis en el record : carros, tartanes i útils de pagesia des de final del segle xix a principi del XX. Vol. I.  Torroella de Montgrí: Museu del Montgrí i del Baix Ter, 1992 (Un Segle de carrosseries gironines: oficis en el record). ISBN 8486377919.
- Història de les carrosseries per al transport de viatgers ; L'òmnibus, la seva mecànica i legislació al llarg del segle ; Recull sobre la seva construcció (de l'Arxiu de Carrosseries Vert, de Torroella de Montgrí). Vol. II.  Torroella de Montgrí: Museu del Montgrí i del Baix Ter, 1992 (Un Segle de carrosseries gironines: oficis en el record). D.L. Gi. 1169-1992. ISBN 8480670029.[Enllaç no actiu]
- Els transports a Girona ; Història dels tartaners, ordinaris i empreses de transport de viatgers de la província : organització, sistemes, constitucions i estructures respecte al transport, gamma bàsica des dels vells ordinaris gironins fins a les prepotents empreses. Vol. III.  Torroella de Montgrí: Museu del Montgrí i del Baix Ter, 1994 (Un Segle de carrosseries gironines: oficis en el record). D.L. Gi. 1794-1994. ISBN 8480670401.
- Veteranos y Clásicos (en castellà).  Platja d'Aro: Edicions Benzina, 2001. D.L. GI-1013/2001.

## Fons històric
Des de l'any 2008, el Centre de Documentació del Museu de la Mediterrània custodia el fons que recollí Josep Vert durant la seva vida d'estudi. Inclou documents, mapes, fotografies, planimetries, croquis i material arqueològic.